# Taulabé
Taulabé è un comune dell'Honduras facente parte del dipartimento di Comayagua.
Il comune venne istituito il 20 maggio 1987.